# Claudina Thévenet
Claudina Thévenet (Lyon, 1774-3 de febrero de 1837), cuyo nombre religioso era madre María de San Ignacio, fue una religiosa francesa, fundadora de la Congregación de Religiosas de Jesús-María para la educación de los niños abandonados. Fue beatificada en 1981 y proclamada santa por el papa Juan Pablo II el 21 de marzo de 1993.

## Biografía
Segunda de una familia de siete hijos, nació el 30 de marzo de 1774 en Lyon, tiene seis hermanos y es bautizada en la Église Saint-Nizier de Lyon al día siguiente, Jueves Santo. "Glady", como se la llama familiarmente, es la segunda de seis hijos (Luis, Francisco, Juan Luis, Elizabeth, Fanny y Leonor) del matrimonio de Filiberto Thévenet y María Antonieta Guyot.
La pérdida de fortuna y reveses económicos en el negocio de la seda, en 1783 la familia, profundamente cristiana, reduce su vida a un pasar económico más modesto. Es en esa época que se vuelve pensionista en la Abadía de San Pedro / Museo de Bellas Artes de Lyon de la Orden Benedictina hasta sus quince años, a causa de la Revolución Francesa, que desde el comienzo tuvo una gravedad particular en Lyon, la comunidad tuvo que despedir a sus novicias y pensionistas.
En 1793 vive las horas trágicas del asedio de Lyon por las fuerzas gubernamentales, es entonces cuando Filiberto decide sacar de la ciudad a sus cuatro hijos menores, llevándolos a la casa de su hermana en la ciudad de Beley. Lyon es asediada impidiendo volver a su casa con el resto de su familia: su esposa y sus tres hijos mayores: Luis, Claudina y Francisco.
Luis y Francisco Thévenet empuñan las armas bajo las órdenes del general Précy, contra los jacobinos, en defensa de la ciudad y el 9 de octubre son encarcelados.
Es entonces cuando su familia, recurren a los medios a su alcance para aliviar su situación y procurarles la libertad: Claudina, única hija a cargo de su madre, comienza a poner en práctica una serie de arriesgadas obras de caridad visitando a sus hermanos presos en el Ayuntamiento de Lyon.
El 5 de enero de 1794, reconoce a sus dos hermanos entre el cortejo de condenados a muerte. Reaccionando con una fortaleza extraordinaria, logra acercárseles y recoge de ellos unas conmovedoras cartas de despedida.
“Ánimo Glady, perdona como nosotros perdonamos!”, son las palabras con las que ellos se despiden mientras Claudina los sigue en su camino, presencia su fusilamiento y es testigo de cómo los soldados los rematan.
El horror de estas escenas marca el resto de la vida de la joven: se dedicará a la vida de apostolado (clandestinamente en un primer momento en Lyon, donde la Iglesia era perseguida). Tan pronto como el orden y la libertad religiosa se restablecieron en Francia, se la vio por entero a la piedad y a las obras de caridad; hacer el bien, sobre todo a los pobres, se había convertido en ella en una necesidad.
Para Claudina, la causa principal del sufrimiento del pueblo era la ignorancia de Dios y esto despierta en ella un gran deseo de darlo a conocer a todos. Niños y jóvenes atraen principalmente su celo apostólico y arde por hacer conocer y amar a Jesús y a María.
El encuentro con un santo sacerdote, el Padre Andrés Coindre fundador de la Congregación de los Hermanos del Sagrado Corazón, que llega a la Church of Saint-Bruno des Chartreux en 1815 le ayudará a conocer la voluntad de Dios sobre ella y será decisivo en la orientación de su vida. En el atrio de la iglesia de San Nizier, el Padre Coindre había encontrado dos niñas pequeñas abandonadas y temblando de frío. Las condujo a Claudina quien no vaciló en ocuparse de ellas. La compasión y el amor hacia las niñas abandonadas son el origen de la “Providencia”, que comenzó a funcionar independientemente en 1817, de la cual la Señorita Thévenet era su Superiora y Directora, sin residir en ella. En un año la Providencia contaba con tres hermanas y treinta alumnas.

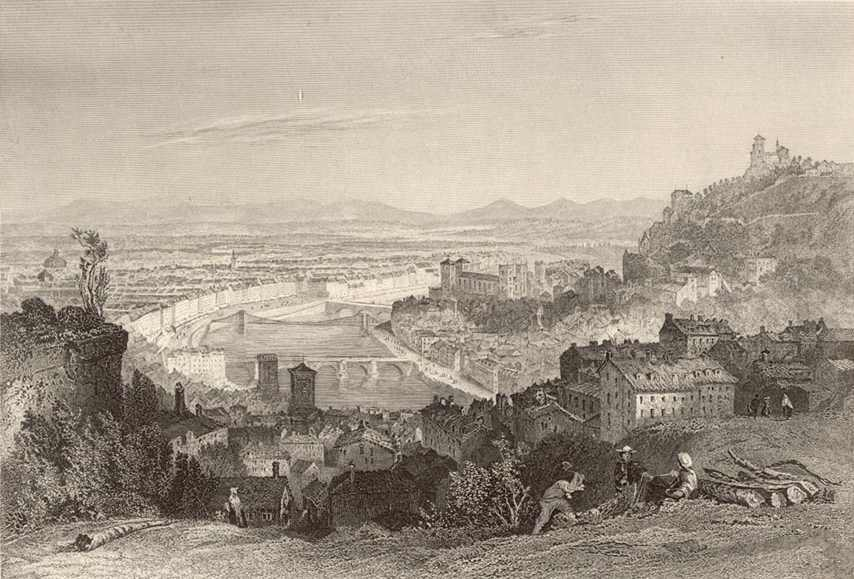
Lyon desde La croix rousse en el.

Poco tiempo antes, el 31 de julio de 1816, nació la Asociación, o Piadosa Unión del Sagrado Corazón junto a sus colaboradoras, era el comienzo de la Congregación de Religiosas de Jesús-María.
El Señor se deja oír por la voz del Padre Coindre: "hay que formar una comunidad. Dios te ha elegido" dijo a Claudina. 
Y así, el 6 de octubre de ese mismo año, se funda la Congregación en Pierres-Plantées, sobre la colina de la Croix Rousse.
En 1820 la naciente Congregación se instalará en Fourviére (frente al célebre Basílica Notre-Dame de Fourvière) en un terreno adquirido a la familia Jaricot (véase Pauline-Marie Jaricot).
Recibe la aprobación canónica de la diócesis de Puy en 1823 y de Lyon en 1825.
Enferma, Claudina Thévenet, y gravemente afectada por el fallecimiento de una religiosa, de la ausencia que había dejado la muerte del Padre Coindre, por la lucha que le presentó resguardar a su comunidad religiosa frente a la posible unificación con otra ya existente, y la falta de apoyo del Padre Pousset para conseguir de Roma la aprobación de su Congregación, muere el 3 de febrero de 1837, en aroma a santidad. Sus últimas palabras hablan de toda una vida vivida bajo la amorosa mirada de su Creador: "¡qué buen es Dios¡"
Sus Constituciones fueron aceptadas por Pio IX el 31 de diciembre de 1847.

## Obra

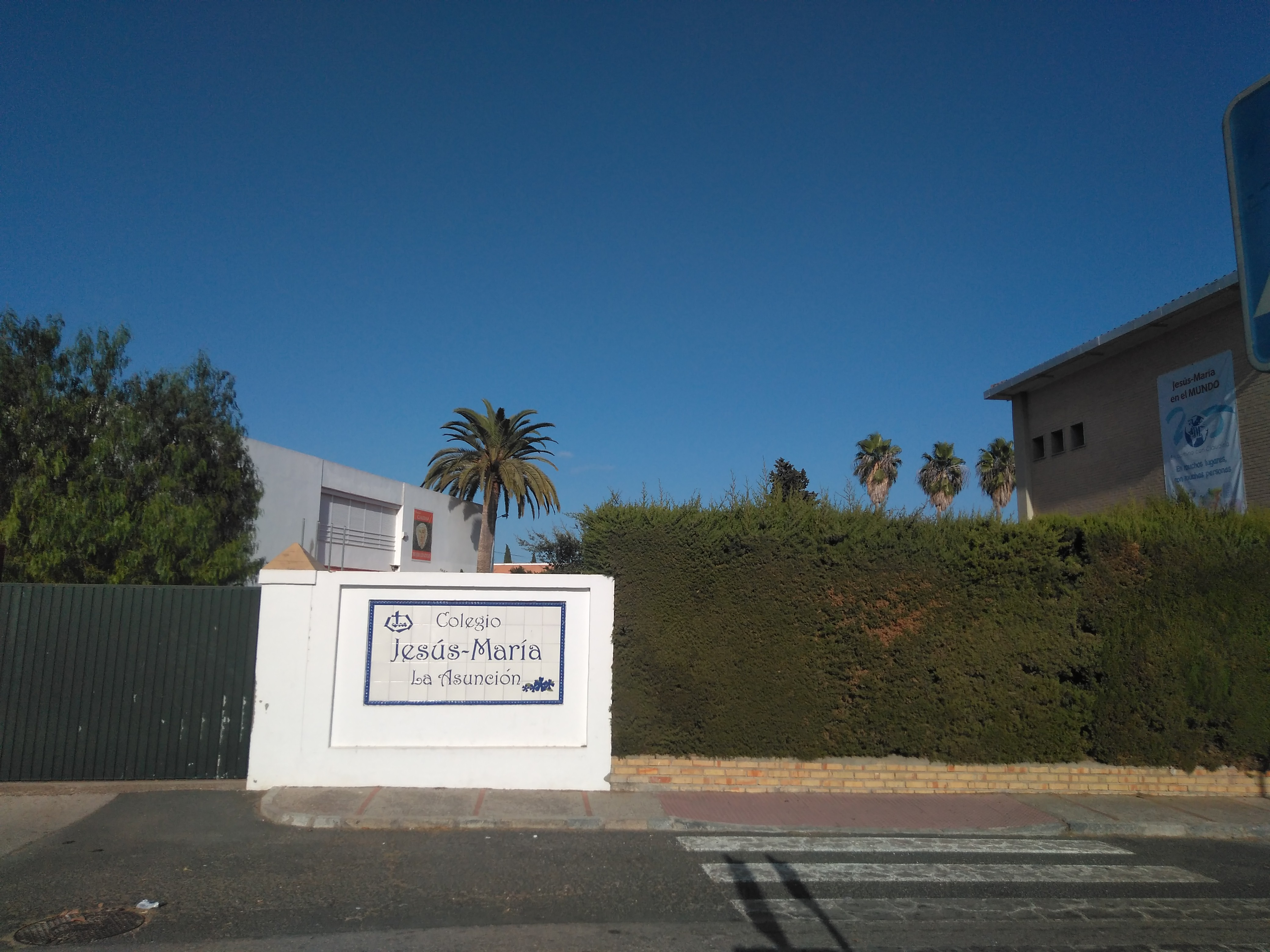
Cartel de Claudina Thévenet en el edificio de un Colegio de su obra

La prioridad de Claudina Thévenet era recibir a los niños pobres o abandonados, a fin de brindarles una educación inicial y en seguida, enseñarles un oficio, todo ello junto a una instrucción moral y religiosa.
Claudina y sus compañeras fundaron pensiones para las jóvenes de clases muy bajas, aumentando los estándares de educación cristiana a todas las clases sociales.
Muchas pruebas marcaron la vida de la santa fundadora que, no solamente tuvo que sobrellevar la muerte trágica de sus dos hermanos sino que también tuvo que perdonar, a pedido de ambos, la traición de conocidos de su familia de delatarlos para que los apresaran y dieran muerte posteriormente. El perdón y la bondad de Dios marcaran de esta manera su vida para siempre. 
Actualmente, Las Religiosas de Jesús María son más de 1800, repartidas en 180 casas, en los cinco continentes.En 1842 las religiosas expanden su obra a India. En 1850 a España y en 1855 a Canadá, Inglaterra (1860), Italia (1896), Irlanda (1912), Alemania (1922), Pakistán (1856), Líbano (1963), Siria (1983), Filipinas (2006), Timor Leste (2013), Estados Unidos (1877), México (1902), Argentina (1912), Cuba (1914), Uruguay (1952), Colombia (1958), Bolivia (1961), Perú (1991), Haïtí (1997), Ecuador (2000), Guinea Ecuatorial (1951), Gabón (1960), Camerún (1977), Nigeria (1992), Marueccos (2009).
Sus obras llevan el nombre de "Jesús María", síntesis del nombre que ella misma le diera inicialmente a su primera comunidad religiosa "Sagrados Corazones de Jesús y de María".
Actualmente organizadas en 13 provincias y una Delegación. El gobierno General de la Congregación tiene como sede la Casa General de la Congregación de Religiosas de Jesús-María, en Roma, Italia.
Para el periodo 2013-2019, el 36 Capítulo General, ha elegido a las siguientes religiosas como miembros del Gobierno general de la Congregación:
Hna. Monica Joseph RJM
Superiora General de la Congregación
Hna. Carmen Muñoz RJM
Consejera y Asistente General, Responsable de la Provincias de Europa Irlanda y España
Hna. Marie Elisabeth Ides RJM
Consejera General, Responsable de la Delegación de África
Hna. Irene Rodrigues RJM
Consejera General, Responsable de las Provincias de la India y Pakistán
Hna. Alejandra Diaz RJM
Consejera General, Responsable de las Provincias de Norte y Sud América
Hna. Carmen Aymar RJM
Ecónoma General
Hna. Marta Guitart RJM
Secretaria General

## Espiritualidad
Toda su vida, Claudina Thévenet buscó vivir según su fe:
«Llevar una vida digna en el Señor y que le plazca en todo»
Se esforzaba a que sus hermanas fueran verdaderas madres para los jóvenes que les eran confiados. Les decía:
«Hace falta ser madres de estos niños, sí, verdaderas madres tanto del alma como del cuerpo»
Sin ningún tipo de preferencia a cualquier persona.
"A los únicos que permito son a los más pobres, a los más miserables, a quienes tienen los más grandes defectos, a ellos, sí, ámenlos mucho"
"¿No oís la llamada de mil voces infantiles cuyas almas tienen sed de verdad?"
"¿No oís el grito de la miseria humana que busca a ciegas la ruta de la felicidad?"
"¿Nosotros controlamos nuestro cuerpo o Jesús?"

## Beatificación y canonización
Claudina Thévenet (Madre María de San Ignacio) fue beatificada el 4 de octubre de 1981 por el papa Juan Pablo II y canonizada el 21 de marzo de 1993 por el papa Juan Pablo II. Su fiesta litúrgica fue fijada el 3 de febrero.